# Lövekulle
Lövekulle is een plaats in de gemeente Alingsås in het landschap Västergötland en de provincie Västra Götalands län in Zweden. De plaats heeft 188 inwoners (2005) en een oppervlakte van 41 hectare.